# Квицинский, Онуфрий Александрович
Онуфрий Александрович Квицинский (1794—1862) — русский военачальник, генерал-лейтенант (23.03.1847), герой Наполеоновских войн 1812-1814 годов, Польского похода 1831 года и Крымской войны.

## Биография
Онуфрий Квицинский родился в 1794 году, выпущен из 2-го кадетского корпуса в 1810 году подпоручиком в Лейб-гвардии Егерский полк, в рядах которого участвовал во многих сражениях 1812—1814 гг. и получил несколько боевых отличий. В 1816 году перешёл в 11-й егерский полк, а в 1818 году — в Самогитский гренадерский, в котором прослужил до назначения в 1827 году командиром 47-го егерского полка. Во главе этого полка принимал участие в войне против польских мятежников в 1831 году. Причём, был сильно контужен. 16 декабря 1831 года за выслугу 25 лет в офицерских чинах был награждён орденом Святого Георгия 4-й степени (№ 4565 по списку Григоровича— Степанова). 6 декабря 1836 года был произведён в генерал-майоры и получил должность командира 2-й бригады 16-й пехотной дивизии. В 1845 году назначен командующим 16-й пехотной дивизии, а 23 марта 1847 года был произведён в генерал-лейтенанты с утверждением в должности начальника дивизии.
Во главе этой же дивизии он принял участие в Крымской войне: наиболее отличился в сражении на берегу реки Альма, где полкам его дивизии, особенно Владимирскому, пришлось сыграть выдающуюся роль. В конце сражения Квицинский лично повёл Владимирский полк в атаку и проявил замечательное мужество, удерживая натиск целой дивизии англичан. Однако оставленный без поддержки был вынужден отступить: причём, был дважды ранен в руку и ногу, а также контужен в бок с переломом ребра. За храбрость и мужество, проявленные в этой битве, 17 апреля 1855 года был награждён орденом Святого Александра Невского. Также получил бант к ордену Святого Георгия 4-й степени. Вследствие тяжёлых ран должен был оставить строевую службу и был зачислен в запасные войска. 
Онуфрий Александрович Квицинский умер в 1862 году.

## Награды
Российские:
- Золотая шпага с надписью "За храбрость" (03.06.1813)

- Орден Святого Владимира 4-й степени с бантом (1813)

- Орден Святой Анны 2-й степени с императорской короной (05.08.1829)

- Знак отличия за военное достоинство 3-й степени (1831)

- Орден Святого Георгия 4-й степени за 25 лет службы в офицерских чинах (16.12.1831)

- Орден Святого Владимира 3-й степени (25.08.1839)

- Орден Святого Станислава 1-й степени (18.11.1843)

- Орден Святой Анны 1-й степени (25.04.1846)

- Императорская корона к ордену Святой Анны 1-й степени (19.10.1847)

- Орден Святого Владимира 2-й степени (10.04.1849)

- Орден Белого орла (19.09.1851)

- Орден Святого Александра Невского за отличие в Альминском сражении (17.04.1855)

Иностранные:
- Прусский орден Красного орла 3-го класса (1835)

## Семья
Был женат на католичке, девице Каролине-Екатерине-Августине Хелковской, которая жила в Москве, в Хамовнической части. В браке имели сыновей: полковника Михаила, майора Антона, генерала от инфантерии Иосифа-Игнатия, и дочь – Софию-Августину, в замужестве фон Гроффе (фон Грофе).
Сын — Иосиф-Игнатий (1831—1908) — генерал от инфантерии (1904), командир лейб-гвардии Московского полка, начальник 2-й гренадерской дивизии, почётный опекун.
Сын — Михаил  (1823—?) — полковник Смоленского уланского полка, помощник командира полка по хозяйственной и строевой частям, временный член Полтавского временного военного суда. Участник Кавказской войны и подавления Польского восстания (1863—1864). 
Сын — Антон (1826—?)— майор и батальонный командир Колыванского пехотного полка, председатель полкового суда. Участник Венгерской кампании (1849), Восточной войны (1853—1856), подавления Польского мятежа (1863—1864). Был лишен военного чина и уволен от службы, по военному суду, с сохранением прав дворянства, за незаконное вступление во второй брак, подлог документов и злоупотребления по службе. 